# Aphonopelma iodius
Aphonopelma iodius är en spindelart som först beskrevs av Chamberlin och Ivie 1939.  Aphonopelma iodius ingår i släktet Aphonopelma och familjen fågelspindlar. Inga underarter finns listade i Catalogue of Life.

## Bildgalleri

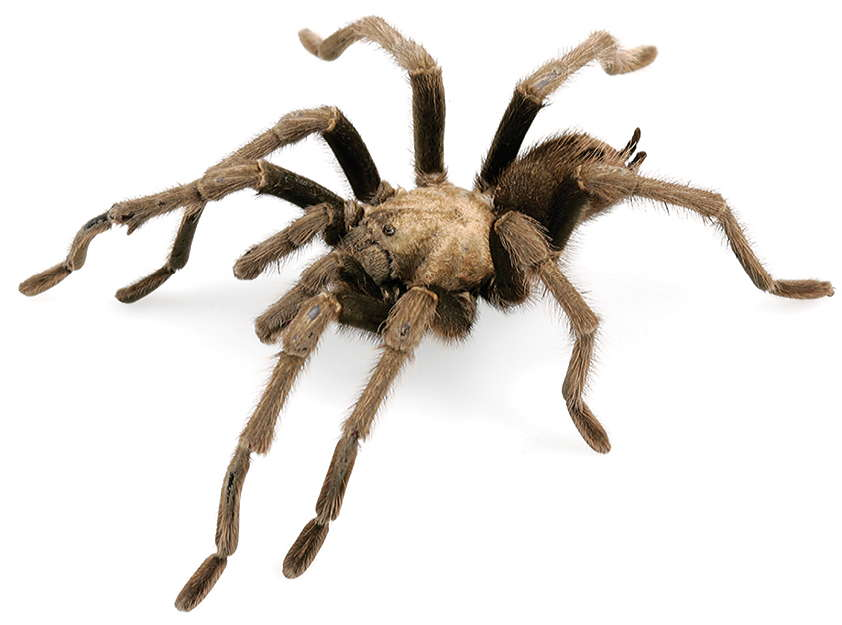
Manlig